# Desa Sodana
Desa Sodana är en administrativ by i Indonesien.   Den ligger i provinsen Nusa Tenggara Timur, i den södra delen av landet, 1 400 km öster om huvudstaden Jakarta. Desa Sodana ligger på ön Pulau Sumba.